# Repent
Repent är det svenska metalbandet Construcdeads debutalbum, utgivet 2001 av Cold Records.
1. God After Me
2. Repent
3. As Time Bleeds
4. My Undying Hate
5. Moral In Corrosion
6. Through Parasite Eyes
7. I've Come To Rule
8. The Rain
9. The War
10. At Any Cost
11. Metamorphosia